# Jeamie Tshikeva
Jeamie Tshikeva Kimbembi est un boxeur congolais (RDC) né en novembre 1993 à Londres.

## Carrière
Jeamie Tshikeva remporte la médaille d'argent dans la catégorie des plus de 91 kg aux Jeux africains de Rabat en 2019, s'inclinant en finale face à l'Égyptien Yousry Hafez. Il passe dans les rangs professionnels en 2022.